# Cariatydes
Paula Cariatydes, coneguda simplement com a Cariatydes, és una influenciadora, actriu i instagramer madrilenya, que va decidir utilitzar el nom de les cariàtides perquè la història d'aquest nom li sembla preciosa.
Treballa com a maquilladora, estilista, model, col·labora amb la revista Neo2. L'interès pel maquillatge va adquirir-la als camerinos de teatre, on va començar als tretze anys. Posteriorment ha realitzat diversos tutorials de maquillatge per la revista Vogue. També s'ha interessat pel disseny de joies. L'any 2014 va ser molt vocal en sumar-se a la denúncia de l'activista i feminista Margalida María que acusava el fotògraf Longshoots d'abús de poder i influència. Com a actriu, ha participat en la sèrie ByAnaMilán, i al programa de telerealitat Cheap & Chic.